# Carso Vitovska
Il Carso Vitovska è un vino DOC la cui produzione è consentita nelle province di Gorizia e Trieste.

## Caratteristiche organolettiche
- colore: paglierino
- odore: delicato, fine
- sapore: asciutto, fresco, armonico

## Produzione
Provincia, stagione, volume in ettolitri
- Trieste  (1996/97)  187,7